# Marit Malm Frafjord
Marit Malm Frafjord (* 25. November 1985 in Tromsø, Norwegen) ist eine ehemalige norwegische Handballspielerin, die für die norwegische Nationalmannschaft auflief.

## Vereinskarriere
Frafjord begann das Handballspielen bei Rapp. Mit 16 Jahren wechselte die damalige Rückraumspielerin nach Byåsen, wo sie zur Kreisspielerin umgeschult wurde. Mit Byåsen stand die Rechtshänderin 2007 im Finale des Europapokals der Pokalsieger, scheiterte dort jedoch am rumänischen Vertreter CS Oltchim Râmnicu Vâlcea. Im Sommer 2010 wechselte Frajord zum dänischen Spitzenklub Viborg HK. Mit Viborg gewann sie 2014 den Europapokal der Pokalsieger sowie die dänische Meisterschaft. Ab dem Sommer 2014 lief sie für Larvik HK auf. Mit Larvik gewann sie 2015, 2016 und 2017 die Meisterschaft. Ab Juli 2017 stand sie beim rumänischen Erstligisten CSM Bukarest unter Vertrag. Mit CSM Bukarest gewann sie 2018 die rumänische Meisterschaft und den rumänischen Pokal. Nach der Saison 2017/18 beendete sie ihre Karriere zunächst, gab dann aber im Dezember 2018 ihr Comeback beim dänischen Erstligisten Team Esbjerg. Mit Esbjerg gewann sie 2019 und 2020 die dänische Meisterschaft sowie 2021 den dänischer Pokal. Nach der Spielzeit 2021/22 beendete sie endgültig ihre Handballkarriere und wechselte in das Management von Team Esbjerg.

## Auswahlmannschaften
Frafjord absolvierte 223 Partien für die norwegische Nationalmannschaft. Mit dem norwegischen Team gewann sie 2006, 2008, 2010, 2016 und 2020 die Europameisterschaft. Bei der Weltmeisterschaft 2007 in Frankreich belegte sie mit ihrem Team Platz 2. Ein Jahr später holte sie sich bei den Olympischen Spielen die Goldmedaille. Sie gehörte zum Aufgebot ihres nationalen Verbandes bei der Weltmeisterschaft 2009 in China. Bei der Weltmeisterschaft 2011 gewann sie den Titel. Im Sommer 2012 nahm Frafjord erneut an den Olympischen Spielen in London teil, wo sie wiederum die Goldmedaille gewann. Bei den Olympischen Spielen 2016 in Rio de Janeiro sowie bei den im Jahr 2021 ausgetragenen Olympischen Spielen in Tokio gewann sie jeweils die Bronzemedaille.

## Sonstiges
Frafjord war beim Handballturnier der Olympischen Spielen 2024 sowie einem Qualifikationsturnier als TV-Expertin beim Medienunternehmen Warner Bros. Discovery tätig.